# Gothika
Gothika és una pel·lícula de terror dirigida per Mathieu Kassovitz i protagonitzada per Halle Berry i Robert Downey Jr. el 2003. Ha estat doblada al català.

## Argument
Miranda Grey (Halle Berry) és una psicòloga criminal que treballa en la institució femenina Woodward, sota la direcció del seu marit (Charles S. Dutton). Una nit plujosa, mentre condueix, Grey observa una jove al mig de la carretera. Després de donar un cop de volant, evitant així atropellar-la, comprova que la jove està inconscient fins que, de sobte, desperta. Han passat tres dies, Miranda està ingressada en l'hospital on treballava, descobrint que el seu marit ha estat brutalment assassinat per ella mateixa...

## Repartiment
- Halle Berry com a Dra. Miranda Grey
- Robert Downey Jr. com a Dr. Pete Graham
- Charles S. Dutton com a Dr. Douglas Grey
- John Carroll Lynch com a Xèrif Bob Ryan
- Penélope Cruz com a Chloe Sava
- Bernard Hill com a Phil Parsons
- Dorian Harewood com a Teddy Howard
- Bronwen Mantel com a Irene
- Kathleen Mackey com a Rachel Parsons
- Matthew G. Taylor com a Turlington
- Michel Perron com a Joe
- Andrea Sheldon com a Tracey Seaver

## Banda sonora
La banda sonora de Gothika va ser composta per John Ottman, i té una durada de 49 minuts i 59 segons.
1. «Prologue» 2:11
2. «Miranda's Theme» 1:50
3. «Remembering Rachel» 2:37
4. «Final Escape» 6:23
5. «Road Block/First Contact» 2:37
6. «An Affair?» 3:05
7. «First Escape4:22
8. «One Of Us/The Shower» 4:03
9. «Willow Creek» 3:39
10. «Recollections» 3:18
11. «The House/Dream» 4:02
12. «I'm The Mirror/Not Alone» 2:24
13. «Revelation» 4:47
14. «You're Next» 2:43
15. «I See Dead Kids» 1:50

Altres cançons
Cançons que apareixen en la pel·lícula, però no a la banda sonora
- «Behind Blue Eyes» - Limp Bizkit